# Iklwa
La Iklwa o Ixwa è un'arma inastata del tipo lancia con lama a foglia molto pronunciata, gorbia lunga ed astile in legno relativamente corto. Sviluppata, pare, dal condottiero africano Shaka per migliorare le prestazioni dei suoi guerrieri zulu nel combattimento corpo a corpo, prendeva spunto dalla zagaglia (assegai) massicciamente diffusa presso le popolazioni del Continente Nero. La differenza sostanziale tra la iklwa e la assegai consiste nella maggior dimensione della lama nell'arma zulu, tramutata così da semplice arma da lancio ad arma da impatto. Il nome "iklwa" deriva dal suono che faceva la lama uscendo dalla ferita della vittima.